# Palazzo Buono

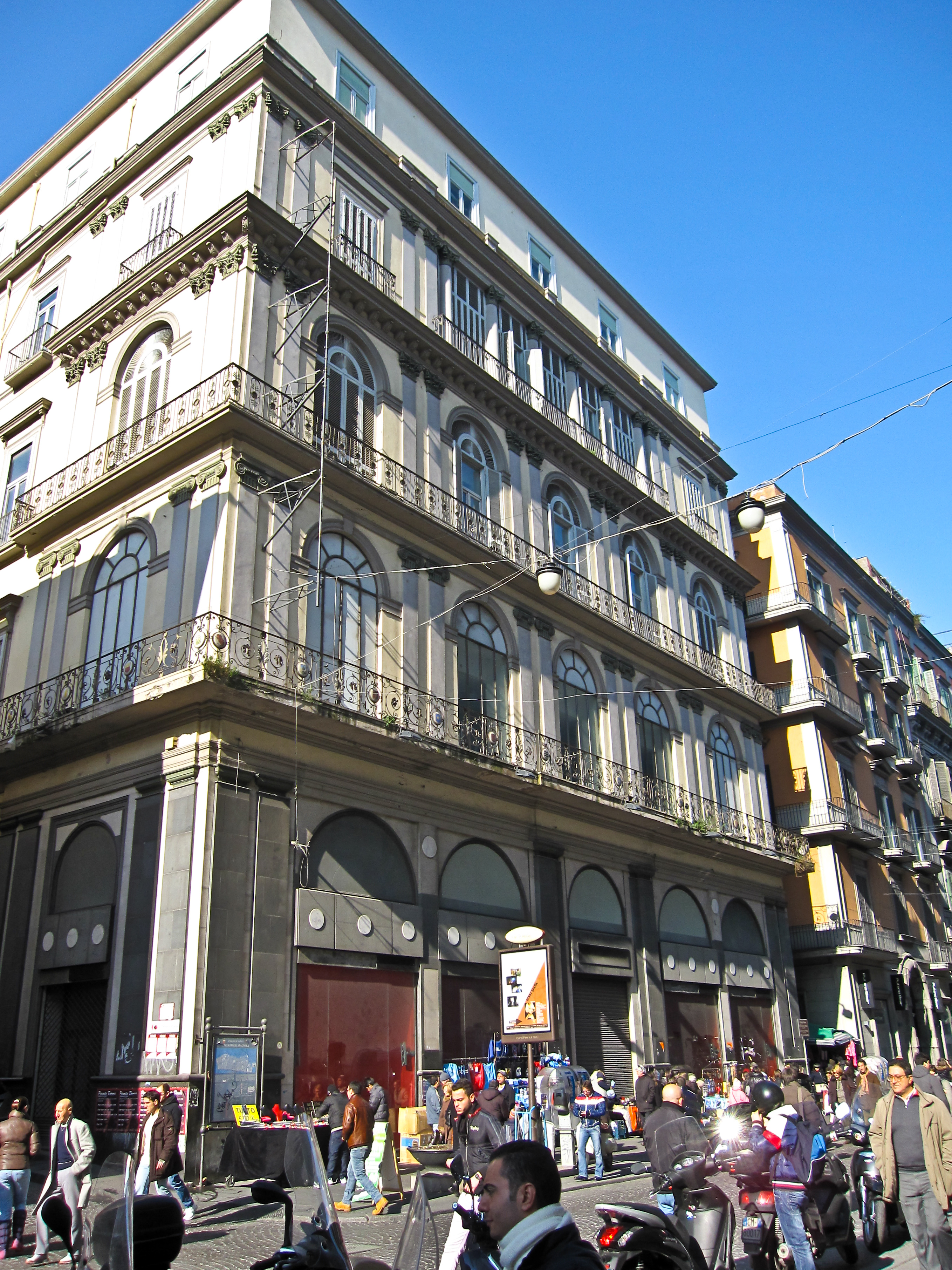
Palazzo Buono in Neapel

Der Palazzo Buono ist ein Palast aus dem 17. Jahrhundert im Viertel Montecalvario von Neapel in der italienischen Region Kampanien. Er liegt in der Via Toledo.

## Geschichte und Beschreibung
Den Palast ließ die Familie De Curtis im 17. Jahrhundert nach Plänen von Bartolomeo Picchiatti errichten. Später zog dort die Bank Monte dei Poveri Vergognosi ein und im „französischen Jahrzehnt“ (Königreich Neapel (1806–1815)) erfüllte das Gebäude wieder eine völlig andere Funktion; es wurde zum Sitz des Handelsgerichtes.
Nach dem französischen Jahrzehnt kaufte die Familie Buono den Palast, die 1826 Gaetano Genovese mit dem Umbau des Gebäudes im klassizistischen Stil beauftragte. Danach wurde der Palast an die Gebrüder Bocconi verkauft, die ihn zu einem Handelszentrum machten, bis er 1921 an die Società Magazzini Milanesi, die nachmalige Gesellschaft La Rinascente, verkauft wurde. 2008 schloss La Rinascente und der Palast blieb drei Jahre lang geschlossen; seit 2011 ist dort ein Geschäft der schwedischen Handelskette H&M untergebracht.
Die Fassade des Palastes ist in eklektischem Stil gehalten; die Ansicht ist in drei Ordnungen geteilt: Dorische Ordnung, Ionische Ordnung und Korinthische Ordnung. Im Inneren sind die Pilaster aus Stahlbeton sichtbar und in den 1950er-Jahren wurden Rolltreppen installiert.